# Société algérienne de développement et d'expansion
La Société algérienne de développement et d'expansion (SOCALDEX), a été créée le 31 janvier 1958 dans le cadre d'un décret du gouvernement français. Elle pour objectif, dans le cadre du plan de Constantine,  de fournir des capitaux aux entreprises nouvelles s'installant en Algérie et de participer au financement des industries existantes en voie d'expansion.

## Historique
Après l'indépendance de l'Algérie, la SOCALDEX est nationalisée le 14 novembre 1975 et ses biens sont transférés à la société Sonatrach.